# Oppervlakte-actieve stof
Een oppervlakte-actieve stof, ook wel surfactant (van surface active agent) genoemd, is een stof die de oppervlaktespanning van een vloeistof verlaagt. Een vloeistof met verlaagde oppervlaktespanning kan gemakkelijker grote oppervlakken vormen. Dit heeft tot gevolg dat de vloeistof gemakkelijker schuim vormt. 
Door een beetje oppervlakte-actieve stof, bijvoorbeeld afwasmiddel toe te voegen aan water, kan men dit water gebruiken om bellen te blazen. Een meer praktische toepassing is in zeep, waar het wordt gebruikt om het water en de zeep makkelijker in het textiel te laten dringen.
Oppervlakte-actieve stoffen zijn amfifiele stoffen, dat wil zeggen verbindingen met een hydrofobe en een hydrofiele groep; zij zijn daardoor zowel in polaire als in apolaire stoffen oplosbaar. 
Aangezien polaire moleculen elkaar aantrekken, zullen de moleculen van de oppervlakte-actieve stof zich vooral aan de grensvlakken van de vloeistof bevinden. Als daar geen plaats meer is, vormen ze micellen. De concentratie van een oppervlakte-actieve stof waarbij deze micellen gaat vormen wordt de kritische micelconcentratie genoemd. 
Oppervlakte-actieve stoffen worden vaak gemaakt van plantaardige en dierlijke oliën en vetten of van aardolie. Voorbeelden zijn reinigende middelen als 
- zeep
- natriumlaurylethersulfaat
- cocamidopropylbetaïne

Emulgatoren als
- glycerylstearaat
- polysorbaat 20

## Indeling
Oppervlakte-actieve stoffen worden onderscheiden op basis van hun hydrofiele functionele groep; de hydrofobe groep is in de meeste gevallen een koolwaterstofgroep. De hydrofiele groep kan zijn:
- anionisch: bijvoorbeeld -SO3− of -OSO3−

Dit zijn de meest gebruikte verbindingen. Deze categorie bevat onder meer zeep, alkylbenzeensulfonaten, alkylsulfaten, alkylbenzeensulfaten, alkylsulfosuccinaten en methylestersulfonaten.
- kationisch: bijvoorbeeld -N(CH3)3+

De meest gebruikte verbindingen in deze categorie zijn quaternaire ammoniumzouten, zoals cetyltrimethylammoniumbromide
- zwitterionisch of amfoteer: bijvoorbeeld -N+(CH3)2(CH2)2COO−

Voorbeeld: alkylbetaïnes zoals cocamidopropylbetaïne
- niet-ionisch: bijvoorbeeld -(OCH2CH2)nOH

Voorbeeld: alkylpolyglycolether, het condensatieproduct van een vetalcohol met ethyleenoxide
Voorbeeld: alkylpolyglycosiden
- semipolair: bijvoorbeeld -N(CH3)2O

Voorbeeld: dimethylalkylamineoxides zoals dodecyldimethylamineoxide

## Toepassingen
Oppervlakte-actieve stoffen worden onder andere toegepast in:
- afwasmiddel
- crème
- detergent
- douchegel
- inkt
- lijm
- shampoo
- verf
- wasmiddel
- tandpasta